# Der Wettermacher

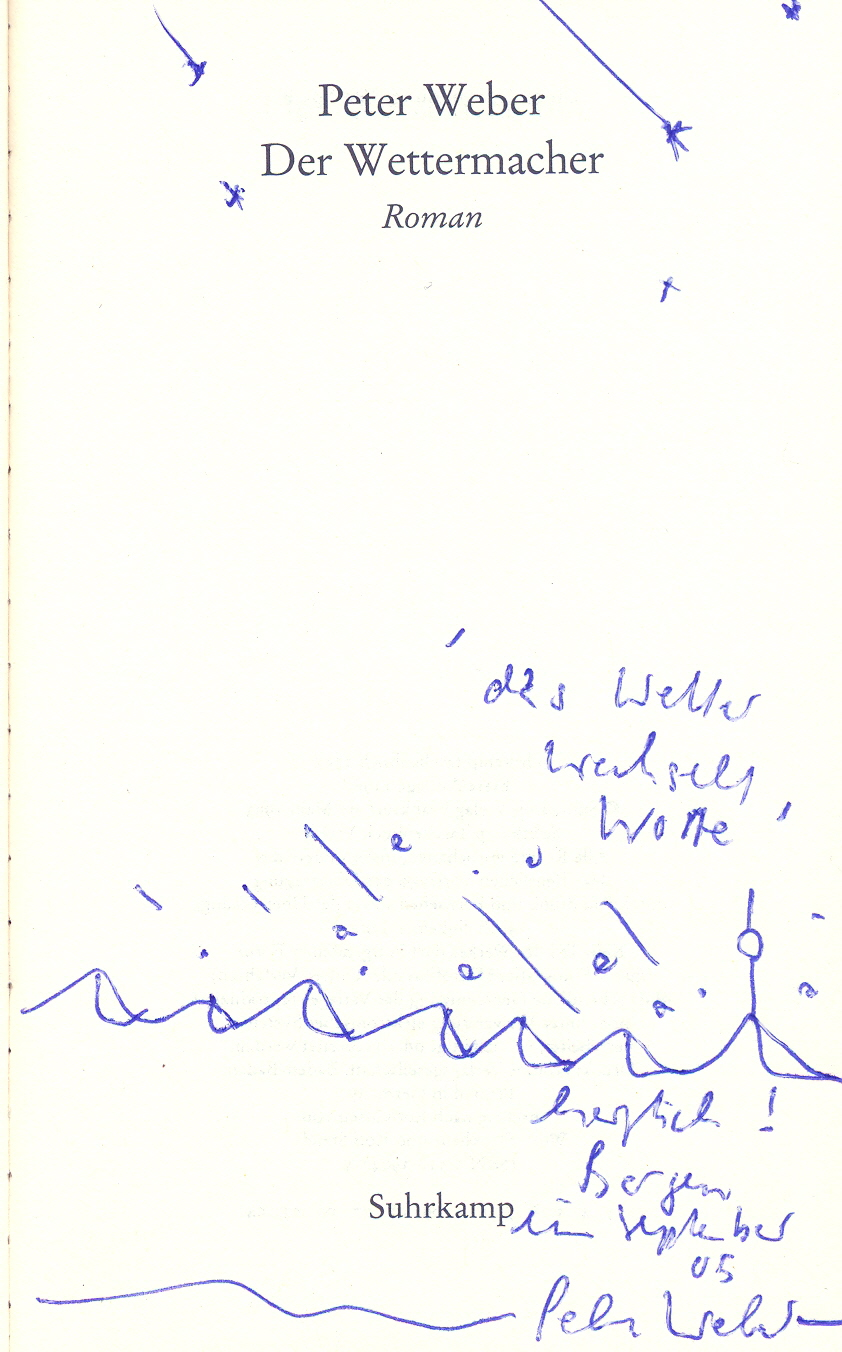
Der Wettermacher mit Autogramm

Der Wettermacher (erschienen 1993) ist der Erstling des Schweizer Autors Peter Weber.

## Zusammenfassung der Handlung
August Abraham Abderhalden, der Protagonist und Ich-Erzähler des Buches, setzt sich am 31. März 1990, dem Vorabend seines zwanzigsten Geburtstags, den Informationsbeamtenhut seines Vaters auf und beginnt, davon inspiriert, in einem Keller sein bisheriges Leben, dasjenige seiner Familie, eine Beschreibung des Toggenburgs und zahlreiche andere, teils sehr skurril-expressionistische Geschehnisse niederzuschreiben.
Ein Schwerpunkt des Werkes liegt auf der Trauer von August Abraham über die gemeinsame Kindheit und den Selbstmord seines schwarzen Adoptivbruders Freitag, welcher seinen Tod in den Fluten der Thur suchte. August und Freitag wuchsen im Toggenburg bei ihren unfruchtbaren Adoptiveltern Ute und Melchior auf. Diese trafen sich nach dem Krieg am Bahnhof, die Kioskfrau Ute aus Berlin und der Provinzler Melchior, welcher bei ihr Zigaretten kaufte. Nach dem Selbstmord Freitags zog die Familie nach Zürich. Einen weiteren Aspekt stellt die Trauer August Abrahams um die Zeit im Toggenburg und die zunehmende „Amerikanisierung“ der Schweiz dar.

## Einteilung des Buches in verschiedene Handlungsstränge

### Der Hut, der Tisch
In diesen Episoden stiehlt sich der Erzähler, nachdem er einen „echten schwarzen Kondukteurhut der Schweizerischen Bundesbahnen“ als Geburtstagsgeschenk erhalten hat, mitsamt einer mechanischen Schreibmaschine in den Keller.
Auffällig oft benutzt der Erzähler das Wettervokabular in den Passagen, als er mit einer Kerze am Tisch im Keller sitzt und man „Wetter“ jederzeit durch „Schreiben“ ersetzen könnte. Damit wird Wettermachen als Synonym von Schreiben aufgefasst.
Weber schafft es mit seiner Sprache immer wieder hinter die Fassaden des Alltags vorzustoßen. Ein Küchentisch ist zwar ein Küchentisch, andererseits für ihn aber auch einer jener Tische, wo „Länder geschneidert, Schicksale besiegelt und Köpfe zerbrochen werden“ oder ist er für ihn ein „Webstuhl“, an dem er Geschichten webt.
Abschnitte mit dem Tisch kommen immer wieder am Anfang von neuen Erzählrichtungen vor und sind die in der Gegenwart liegenden Stellen des Buches. So erreicht Weber den Eindruck, dass das Buch quasi im Moment geschrieben wird, in dem wir es lesen.
Auch der Hut ist ein Symbol, welches immer wieder vorkommt. Als den Erzähler eine Art Schreibblockade überkommt (S. 86), „der angesponnene Elternfaden reißt“, bemächtigt er sich des Hutes des Vaters und kehrt schon bald wieder in den Keller zurück, um an seiner Geschichte weiterzuschreiben. Nicht umsonst ist der Hut der Hut eines Informationsbeamten. Jene vermitteln insbesondere auf den Erzähler, der mit einem solchen Informationsbeamten als Vater aufwuchs, durchaus einen Eindruck von Allwissenheit. Der Hut redet dem Erzähler nämlich auch insofern zu, als er ihm klarmacht, dass er der Wettermacher sei.

### Geschichte der Mutter, Geschichte des Vaters, Die Verflechtung beider Geschichten
Die Geschichten des Vaters und der Mutter des Adoptivkindes August Abraham werden zuerst getrennt voneinander erzählt, als „getrennte Elternfäden“. Der Erzähler spricht zu den Eltern und erzählt so ihre Geschichte. Der Erzähler ist nicht unbedingt allwissend, manche Sachen vermutet er, stellt sie sich manchmal auch nur vor und arbeitet mit vielen Fragen an die Eltern. Nach der Schreibblockade, die der Erzähler durch den Hut überwindet, wechselt die Person, zu der er spricht: nun erscheint sein Bruder Freitag und diesem erzählt er die weitere Geschichte der Eltern. Dies schafft einen Bruch zu den vorher getrennt verlaufenden Elterngeschichten, nun werden die beiden Stränge zu einem verknüpft:
"Dein Vater kam von oben.
Deine Mutter kam von unten.
Sie trafen sich nach dem Krieg am Bahnhof."

### Die Geschichte des Erzählers August Abraham und seines Bruders Freitag, Schreibmaschinen, Kindheit, Jugend
Nach einer kurzen Rückkehr in die Gegenwart, den 30. März 1990 in Zürich, wird der Erzähler vom Hut wieder gezwungen, seine eigene Geschichte zu erzählen. Erneut spricht er dabei zu seinem Bruder Freitag. Diese Geschichte beginnt mit Abrahams Ausbildung zum Schreibmaschinenmechaniker.
Hier wird deutlich, dass Peter Weber das Buch in einer Zeit schrieb, als der Wandel von analog zu digital in vollem Gange war. Nach den Schreibmaschinen springt die Erzählung zurück zur frühesten Kindheit August Abrahams und ist danach chronologisch, wird aber durch zum Teil sehr absurde Geschichten sowie Beschreibungen Toggenburgs unterbrochen. Dabei spielt der Tod Freitags eine stärker werdende Rolle, schließlich gewinnt das Thema „Freitag“ immer mehr die Obermacht über die Erzählung. Sein Tod/Verschwinden führt August Abraham zu einem Kieferbruch, einen daraus resultierenden Sprachverlust und zur Einlieferung in die Klinik für schwer Erziehbare.
Freitags Verschwinden / Tod ist bis zum Ende des Buches unklar. Das Buch endet mit dem Satz:
„Es war hier in der Stadt, wo ich zum ersten Male unter dem Wetterrand durch und ins Offene schauen konnte.“
Der Auszug aus dem engen Toggenburg, weg von Antennen und Garagen in die Stadt, erscheint als Weg, sich von der Vergangenheit zu befreien.

## Zitate
- „Elvis war Gott (…), schluckte deshalb Pillen.(…) Amerika schluckte Europa oder speichelte es ein.“
- „Meine ersten Texte entstanden in der Schwellenzeit zwischen analog und digital, auch formal, ich übertrug die frühen, auf weich federnden, mechanischen Maschinen getippten Fassungen auf den Bildschirm, was das rhythmische Gefüge lockerte: Die Texte wurden Flüssigkeiten, durchsichtig, liessen sich durchschwimmen, ich konnte Flächen umgiessen, ohne Schere und Leim zu verwenden.“ (Peter Weber: Die Schweiz ist eine Stadt, die deutsche Sprache ein Geschehen. In: BELLA triste Nr. 6, 2003.)